# Plesionika grandis
Plesionika grandis is een garnalensoort uit de familie van de Pandalidae. De wetenschappelijke naam van de soort is voor het eerst geldig gepubliceerd in 1902 door Doflein.